# Grande Loja Maçônica Branca Dias
A Loja Maçônica Branca Dias é uma casa maçônica Brasileira localizada em João Pessoa, capital da Paraíba. A instituição é tombada pelo Instituto do Patrimônio Histórico e Artístico do Estado da Paraíba (Iphaep). A loja maçônica foi batizada em homenagem a Branca Dias, que foi vítima da fogueira da Inquisição no período do Brasil colonial. Tida como «uma jovem e formosa», a luso-brasileira de origem hebraica residia em Gramame, a 18 quilômetros de João Pessoa. Teria supostamente nascido em dia 15 de julho de 1734, e era judia convicta.
Branca Dias foi acusada de herege e presa logo depois, por ordem do Santo Ofício. Conduzida a Lisboa, expirou no auto da fé, às 6 horas da tarde de 20 de março de 1761.